# Air Lease Corporation
 (juin 2019).
Si vous disposez d'ouvrages ou d'articles de référence ou si vous connaissez des sites web de qualité traitant du thème abordé ici, merci de compléter l'article en donnant les références utiles à sa vérifiabilité et en les liant à la section « Notes et références ».
Air Lease Corporation (ALC) est une société américaine de leasing d’avion commerciaux fondée en 2010 et dirigée par Steven F. Udvar-Házy. Air Lease acquiert de nouveaux avions commerciaux par le biais de commandes directes à Boeing, Airbus, Embraer et ATR, et les loue à ses clients des compagnies aériennes dans le monde entier par le biais de crédit-bail et de financement d’avions spécialisés.
Fin 2017, Air Lease a annoncé détenir 244 appareils Airbus, Boeing, Embraer et ATR, qu'elle loue à plus de 91 compagnies aériennes dans 55 pays, dans toutes les grandes régions du monde.
Air Lease propose aux compagnies aériennes des contrats de location simple, qui oblige le preneur à payer les frais de maintenance, d'assurance, les taxes et tous les autres frais d'exploitation d'aéronefs pendant la durée du contrat de location.
En août 2018, Air Lease possédait 271 appareils, dont 38,9 % de Boeing 737-800, et 391 appareils commandés.

## Histoire
Steven F. Udvar-Házy, président et chef de la direction d’Air Lease, était un des fondateurs du géant de la location d’avions de Century City, International Lease Finance Corp. (ILFC). Il est resté chef de la direction après sa vente au groupe American International (AIG) en 1990. Udvar-Házy a quitté ILFC pour lancer Air Lease en 2010 à la suite d'un différend avec AIG.
Udvar-Házy a créer Air Lease en février 2010 avec John Plueger, ancien chef des opérations d’exploitation chez ILFC, qui assume le même rôle dans la nouvelle société. Le 19 avril 2011, ALC a procédé à un premier appel public à l'épargne d'actions de catégorie A à la Bourse de New York et a levé un total estimé à 965,6 millions de dollars américains. En 2015 Forbes estime la fortune de Udvar-Hazy, à près de 3,7 milliards de dollars. Il détient 7 % du capital d'Air Lease.